# Lac Piacouadie
Lac Piacouadie är en sjö i Kanada.   Den ligger i regionen Saguenay–Lac-Saint-Jean och provinsen Québec, i den östra delen av landet, 700 km nordost om huvudstaden Ottawa. Lac Piacouadie ligger 533 meter över havet. Arean är 43 kvadratkilometer. Den sträcker sig 20,2 kilometer i nord-sydlig riktning, och 9,3 kilometer i öst-västlig riktning.
Trakten runt Lac Piacouadie är nära nog obefolkad, med mindre än två invånare per kvadratkilometer.